# Mildred Harnack
Mildred Elizabeth Harnack (Milwaukee, 16 september 1902 - Berlijn, 16 februari 1943), ook bekend als Mildred Fish-Harnack, was een Duits-Amerikaans literatuurwetenschapper, schrijfster en vertaalster. Zij was met haar man, de Duitse jurist en econoom Arvid Harnack, vanaf 1938 lid van het Duitse verzet tegen het Nazi-regime. Hun verzetsgroep was onderdeel van het netwerk Die Rote Kapelle en had contact met de inlichtingendienst van de Sovjet-Unie. In de zomer van 1942 werd het echtpaar Harnack door de Gestapo gearresteerd en enkele maanden later ter dood veroordeeld. Mildrid Harnack is de enige Amerikaanse vrouw die tijdens de Tweede Wereldoorlog in Duitsland is geëxecuteerd.

## Jeugd, opleiding en huwelijk
Mildred Fish werd in 1902 geboren in Milwaukee, in de Amerikaanse staat Wisconsin. Milwaukee stond in die tijd bekend als een centrum van Duitse emigrantencultuur. Hoewel ze zelf niet van Duitse afkomst was, leerde ze al jong Duits spreken, schrijven en lezen. Van 1919 tot 1921 studeerde ze aan de George Washington University in Washington DC, om vervolgens over te stappen naar de Universiteit van Wisconsin in Madison. Tijdens haar studie daar werkte ze als film- en toneelrecensent voor de Wisconsin State Journal en was ze vaste medewerker van het Wisconsin Literary Magazine. Zij behaalde in 1925 een bachelorgraad in geesteswetenschappen en in 1926 een master in Engelse taal- en letterkunde, waarna ze ging lesgeven aan de universiteit.
In 1926 ontmoette ze de jurist Arvid Harnack, een Rockefeller Fellow (beursstudent) uit Duitsland die in Wisconsin economie studeerde. Zij trouwden op 7 augustus 1926. Ze gebruikte na haar huwelijk de naam Fish-Harnack.

## Loopbaan in Duitsland
In 1928 ging haar man terug naar Duitsland omdat zijn beurs was afgelopen. Fish-Harnack volgde hem in 1929. In 1930 werd zij assistent-docent Engelse en Amerikaanse literatuur aan de Universiteit van Berlijn. Tussen 1932 en 1936 was ze docent Engels aan het avondgymnasium in Berlijn, daarna docent aan de Volkshochschule.
In 1933 begon ze samen met de Amerikaanse ambassadeursdochter en schrijfster Martha Dodd in Berlijn een literaire en politieke salon, die echter na een jaar al weer ophield te bestaan. Fish-Harnack was een actieve pleitbezorgster voor Amerikaanse literatuur, waarover zij artikelen publiceerde en lezingen gaf. In 1936 publiceerde zij een Duitse vertaling van Lust for Life, Irving Stone's biografie van Vincent van Gogh.
Vanaf 1938 werkte Fish-Harnack aan haar proefschrift, getiteld "Die Entwicklung der amerikanischen Literatur der Gegenwart in einigen Hauptvertretern des Romans und der Kurzgeschichte" ( "De ontwikkeling van de hedendaagse Amerikaanse literatuur in enkele van de belangrijkste vertegenwoordigers van de roman en het korte verhaal"). Ze promoveerde op 20 november 1941 aan de Universiteit van Giessen.

## Verzet tegen de Nazi’s

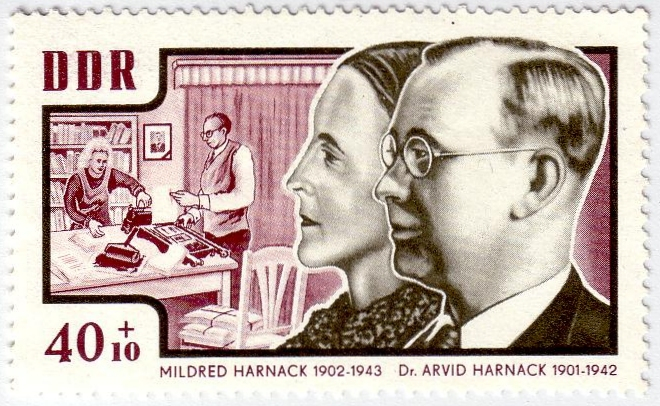
DDR postzegel ter nagedachtenis aan het echtpaar Harnack

In het begin van de jaren dertig raakte het echtpaar Harnack steeds meer geïnteresseerd in het communistische systeem; ze brachten in augustus 1932 een bezoek aan de Sovjet-Unie. Vanaf 1932 organiseerden de Harnacks voor vrienden en studenten een marxistisch georiënteerde discussiegroep die de kern zou vormen van hun latere verzetsbeweging.
In 1938 begon het echtpaar Harnack zich actief te verzetten tegen het nazisme. Arvid Harnack, die bij het ministerie voor handel werkte, speelde informatie door aan de Amerikaanse ambassade. Via-via kwamen ze in contact met andere groepen nazi-tegenstanders van verschillende politieke signatuur. De groep Harnack versmolt uiteindelijk met de groep rond de Duitse luchtmachtofficier Harro Schulze-Boysen. Zij hielden zich onder andere bezig met het verspreiden van illegale pamfletten en folders, het helpen van vervolgden, het verzamelen van informatie, en het publiceren van oproepen tot burgerlijke ongehoorzaamheid.
De groep Harnack/Schulze-Boysen was onderdeel van een internationaal verzetsnetwerk dat samenwerkte met de Sovjet-inlichtingendienst. Dit netwerk werd door de Duitse Abwehr (inlichtingendienst) Die Rote Kapelle (Het rode orkest) genoemd.

## Arrestatie en executie

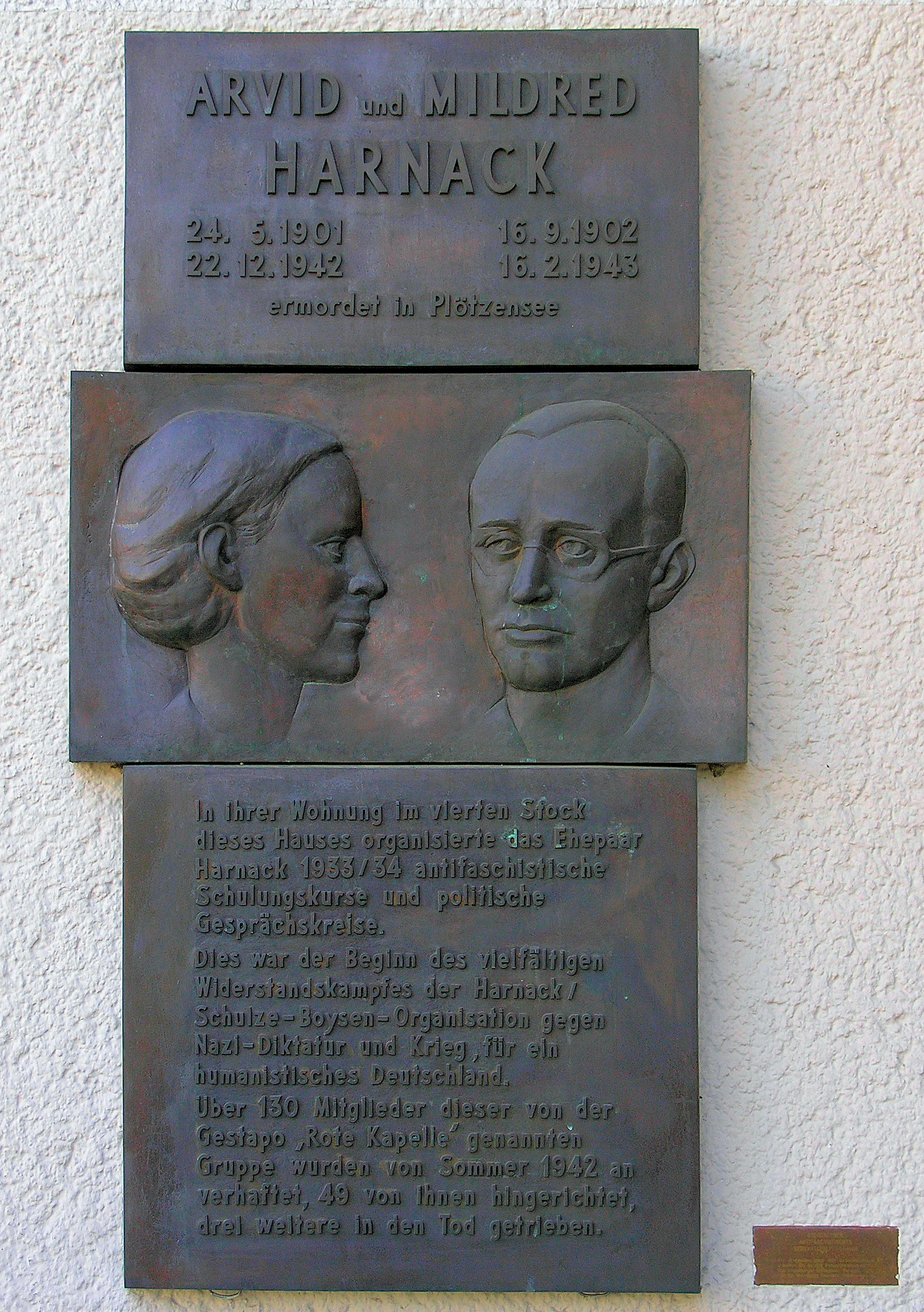
Monument voor Mildred en Arvid Harnack bij hun huis in Berlijn

In de zomer van 1942 wisten de Duitse inlichtingendiensten het berichtenverkeer van Die Rote Kapelle te onderscheppen. Op 7 september 1942 werden de Harnacks tijdens hun vakantie door de Gestapo gearresteerd bij het kustplaatsje Preila (in het huidige Litouwen). Zij werden overgebracht naar de beruchte Gestapo-gevangenis aan de Prinz-Albrechtstrasse in Berlijn waar ze onder marteling zijn ondervraagd.
Arvid Harnack werd op 19 december 1942 ter dood veroordeeld en op 22 december opgehangen in gevangenis Plötzensee. Fish-Harnack kreeg aanvankelijk zes jaar gevangenisstraf. Hitler weigerde echter dit oordeel te bekrachtigen en gaf opdracht voor een nieuw proces. Op 16 januari 1943 werd zij alsnog ter dood veroordeeld. In de gevangenis vertaalde Fish-Harnack gedichten van Goethe, als laatste het vers Vermächtnis ("Nalatenschap"). Op 16 februari 1943 werd ze geguillotineerd, ook in Plőtzensee. Haar laatste woorden zouden zijn geweest: "Ich habe Deutschland auch so geliebt" ("Ik heb ook zo veel van Duitsland gehouden."). Zij is de enige Amerikaanse vrouw die in Nazi-Duitsland is geëxecuteerd.
Vanwege haar communistische sympathieën was er in de Verenigde Staten na de Tweede Wereldoorlog weinig waardering voor Fish-Harnacks rol in het verzet tegen de Nazi's. Hierin kwam eind 20e eeuw verandering, vooral in de staat Wisconsin; daar is 16 september (haar verjaardag) sinds 1986 in het onderwijs Mildred Fish-Harnack Day. In Duitsland worden Mildred en Arvid Harnack op veel plaatsen herdacht.
- Bibsys: 1634286305681
- Bibliothèque nationale de France: cb12313294m (data)
- Gemeinsame Normdatei: 118546066
- International Standard Name Identifier: 0000 0001 0888 1533
- Library of Congress Control Number: n82223255
- Nationale Bibliotheek van Tsjechië: js2005269491
- Nationale Bibliotheek van Israël: 987007273113605171
- Nationale Bibliotheek van Polen: a0000002320482
- Nederlandse Thesaurus van Auteursnamen: 074209787
- SNAC: w6kd34zk
- Système universitaire de documentation: 032024258
- Virtual International Authority File: 36985500
- WorldCat: E39PBJj4v8mvjh9M37CX34hWDq